# Силва (річка)
Силва (від комі-перм. сыл — тала, ва — вода) — річка в Свердловській області й Пермському краї Росії.
Довжина 493 км, площа басейну 19 700 км². Бере початок на західному схилі Середнього Уралу, тече в основному на захід. Впадає в Чусовську затоку Камського водосховища. Ухил річки — 0,3 м/км.
Річка багатоводна, вода чиста, течія помірна, у пониззі спокійна. Русло дуже звивисте, з безліччю перекатів й мілин. У сточищі нижньої Силви широко розвинений карст (наприклад, Кунгурська, Закур'їнська, Сергинська печери та інші). В районі села Серга починається Силвенська затока Камського водосховища.
Живлення змішане, з переважанням снігового. Середня витрата води у 45 км від гирла 139 м3/с. Замерзає в кінці жовтня — початку листопада, характерні зажори, розкривається в другій половині квітня.
Основні ліві притоки: Вогулка, Іргина, Ірень, Бабка й Кішертка; праві — Барда, Шаква, Лек й Молебка. Біля села Пепелиші з обривистого берега падає водоспад Плакун.
Судноплавна на 74 км від гирла. Вище Кунгура кілька кілометрів по лівому березі річки проходить Транссибірська магістраль.
На лівому березі Силви розташована так звана «Молебська аномальна зона».

## Населені пункти над Силвою

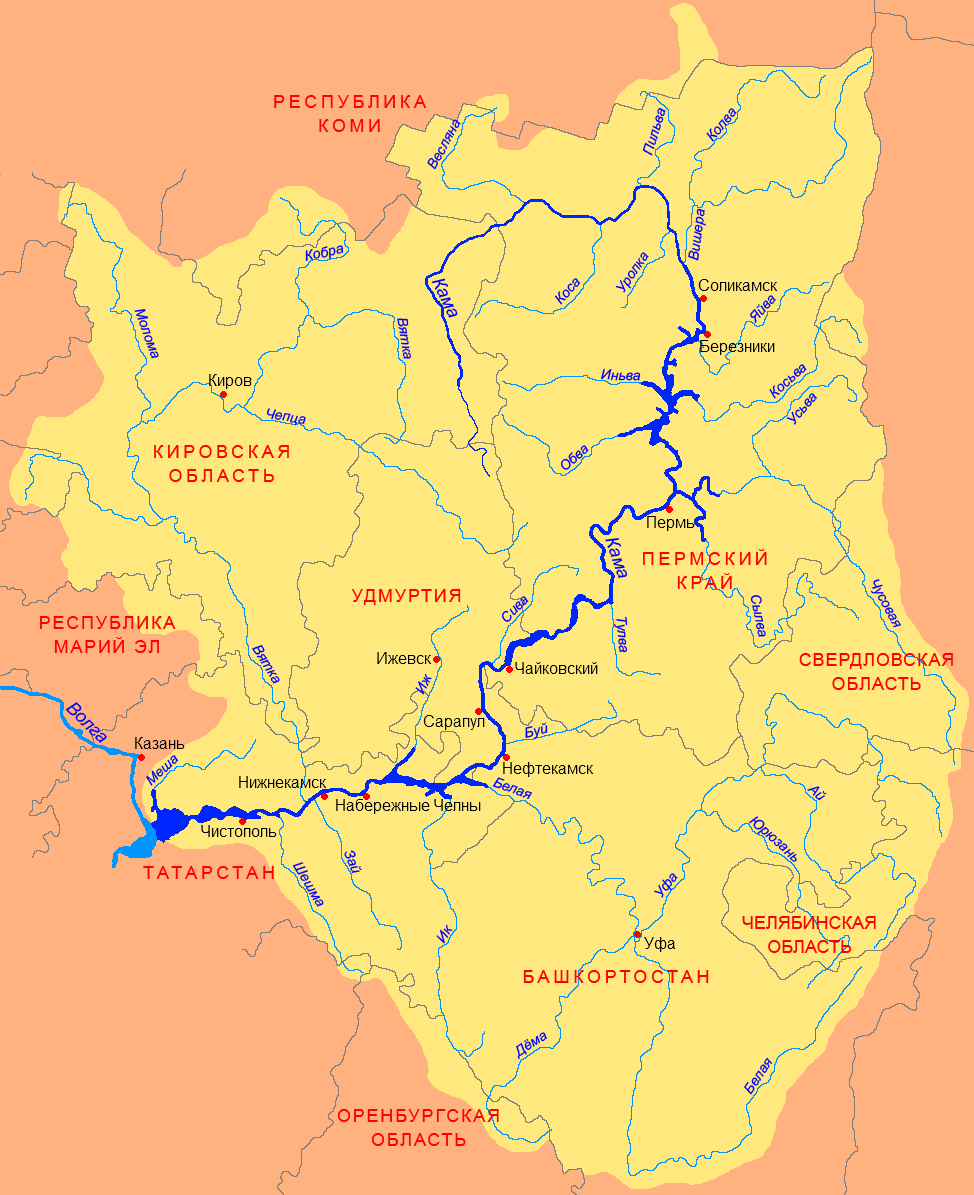
Сточище Ками

### Свердловська область
- сільце Перм'яки
- село Силва
- село Платоново
- сільце Коптело-Шамари
- селище Шамари
- сільце Нижня Баская
- село Роща

### Пермський край
- село Мольобка
- сільце Мазуєвка
- село Филипповка
- селище Суксун
- село Усть-Кішерть
- місто Кунгур
- село Кінделино
- село Зуята
- село Серга
- селище Силва
- сільце Заніно
- сільце Мазуєвка

## Притоки
(км від гирла)
- 21 км: Бабка
- 26 км: Ірень
- 26 км: Шаква
- 61 км: Кішерт
- 73 км: Таз
- 83 км: Барда
- 89 км: Льок
- 118 км: Мечинка
- 128 км: Істекаївка
- 134 км: Суксунчик
- 147 км: Юркан
- 155 км: Іргина
- 167 км: Сира
- 167 км: Тіса
- 187 км: Ут
- 206 км: Березовка
- 250 км: Молебка
- 254 км: Курья
- 267 км: Курил
- 284 км: Баская
- 290 км: Вогулка
- 295 км: Великий Козьял
- 304 км: Шамарка
- 314 км: Великий Крюк
- 337 км: Біз
- 355 км: Мала Урма
- 362 км: Урма
- 387 км: Велика Біз
- 416 км: Іжболда
- 433 км: Дика Утка
- 455 км: Ломовка
- 457 км: Велика Ломовка
- 463 км: Шаля
- 470 км: Сарга
- 475 км: Мусорка

## Археологія
У пониззі Силви розташовано нижньопалеолітичне місцезнаходження Ялинники II, відкрите О. Ф. Мельничуком в 1983 році. Датується 260-240 тисячами років тому.